# Rue du Général-Fabvier
La rue du Général-Fabvier est une voie de la commune de Nancy, dans le département de Meurthe-et-Moselle, en région Lorraine.

## Situation et accès
La rue du Général-Fabvier appartient administrativement au quartier Haussonville - Blandan - Donop.

## Origine du nom
Elle porte le nom du militaire, ambassadeur et homme politique français Charles Nicolas Fabvier (1782-1855).

## Historique
Cette rue a été ouverte en 1884, le long du quartier Donop, dans l'ancien Champ de Mars en prenant sa dénomination actuelle le 13 décembre 1887.

## Bâtiments remarquables et lieux de mémoire
- Cité judiciaire de Nancy